# Slag bij Crannon
De Slag bij Crannon (322 v.Chr.) werd uitgevochten door de Macedonische strijdkrachten van Antipater en Craterus enerzijds en de rebellerende Zuid-Griekse strijdkrachten geleid door de Atheners anderzijds. Het was de doorslaggevende veldslag in de Lamische Oorlog. Een volledige Macedonische overwinning die het einde markeerde van de vrijheid die de stadstaten genoten boven de Macedonische hegemonie in Griekenland.